# 任期付自衛官
任期付自衛官（にんきづきじえいかん）とは、長期育児休業中にある自衛官の代替として元自衛官を採用する制度。類似の名称である「任期制隊員」（2等陸・海・空士）とはまったく異なる制度である。

## 概要
2002年（平成14年）に「国家公務員の育児休業等に関する法律」が改正されたことにより、国家公務員の産前産後休暇取得可能期間が最大3年まで延長されることになった。特別職国家公務員たる自衛隊員（自衛官を含む）においてもこの法律が準用されることから、2007年（平成19年）8月31日に自衛隊法施行規則が改正、同年9月1日施行され、育児休業を請求した職員の業務を配置転換等によって処理することが困難な場合、育児休業期間内で任期を定めて職員を採用することが可能となった（育休中の隊員は無給であるため、代替要員を採用することにより人件費が逼迫する等の問題も生じない）。
応募資格は自衛官として1年以上の勤務期間を有し（予備自衛官補（一般公募）を経て予備自衛官に任官した者や即応予備自衛官からの任用も可能）、3曹以上の階級を指定する場合は自衛隊法施行令別表第9に定める定年年齢に満たない者、士長以下の者は18歳以上の者としている。
陸上自衛隊においては一身上の都合により退職を余儀なくされた女性自衛官が多く配置される傾向にある通信・会計職域や連隊・群1科（総務・人事・広報）勤務者を対象に本制度を取り入れている。必要の都度、各幕僚監部または部隊単位で告示が行われる。
平成29年度からはこの任期付自衛官制度とは別に、一身上の理由で退職した自衛官を再度現職の自衛官として採用する「元自衛官再任用制度」というものが存在する（定年退職者の再任用とは異なる）。